# Leif Färding
Leif Juhani Färding, född 21 maj 1951 i Gävle, död 23 november 1983 i Vasa i Finland, var en finländsk poet. 

## Biografi
Färding föddes 1951 i Gävle av en svenskspråkig mor och finskspråkig far. Familjen flyttade snart till Finland där Färding gick i finsk skola. Han växte upp i Vasa men flyttade med sin flickvän och sedermera fru till Helsingfors. Paret fick en son 1975. Färdings första diktsamling kom ut 1971; den sista utgavs postumt 1984 sedan 1983 tagit sitt eget liv i Vasa.
Ett brett urval av hans dikter har tolkats till svenska av Göran Ekström och 2012 utkom boken Med ansiktet i vinden möter jag världen på förlaget Fri Press.